# Otolift

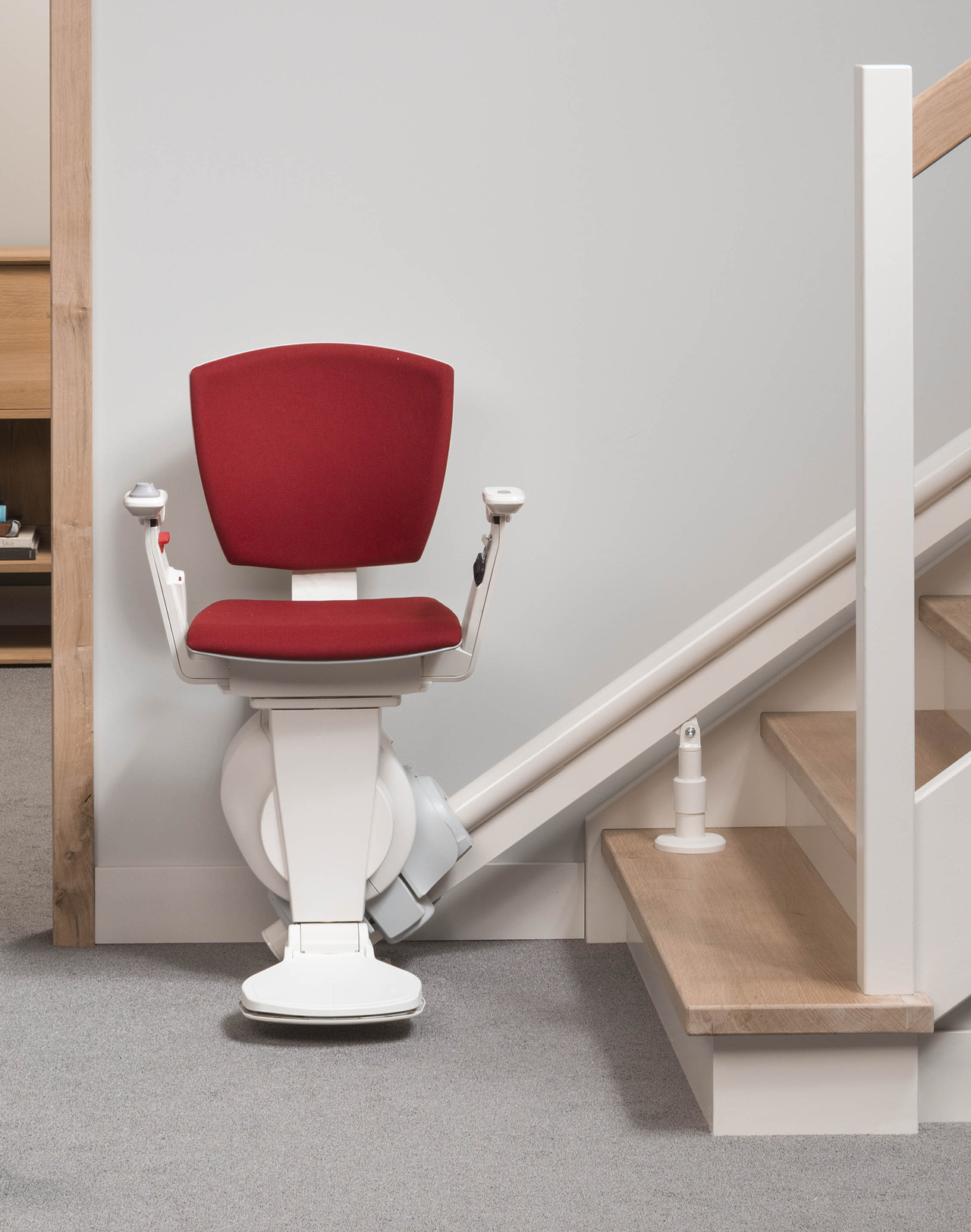
Traplift van Otolift

Otolift is een Nederlands familiebedrijf dat trapliften produceert. Het werd in 1891 opgericht als grofsmederij. Hoofdkantoor en de productiefaciliteiten staan in het Zuid-Hollandse Bergambacht. De wortels van het bedrijf liggen in Ammerstol, een dorpje aan de rivier de Lek. In 2016 ontving het bedrijf het predicaat Koninklijk. In 2025 waren er ongeveer 700 medewerkers.

## Geschiedenis
In 1891 startte het bedrijf als smederij onder de naam van de oprichter: Otto Ooms B.V. Acht jaar later, in 1898, startte Ooms met de bouw van zalmschouwen voor de zalmvangst op de Lek. In 1921 viel de zalmvangst stil en het aantal orders liep terug. In de jaren daarna legde het bedrijf zich toe op smeedwerk in de bouw en de productie van stalen tankwagens. Begin jaren 60 kwam er – dankzij de landelijke inzamelingsactie Open het Dorp – landelijk meer aandacht voor de behoeften van gehandicapten. Ooms begon in 1968 met de productie van rolstoelonderdelen en staaldraadliften voor zittend en rolstoelvervoer. Deze werden aangedreven via een staaldraad en een lier. In samenwerking met TNO werd een balanslift ontwikkeld: een handbediend liftje dat werkte met een contragewicht.
De eerste trapliften werden in 1970 gefabriceerd. Deze werden meestal in bejaarden- en verzorgingshuizen geïnstalleerd. Ook werd een tweede handelsnaam in gebruik genomen: Otolift. In 1980 verhuisde het bedrijf naar een nieuwe productiehal in Bergambacht. Hier werd de rolstoellift voor thuisgebruik ontwikkeld. Deze bestond uit een kleine cabine die tussen woon- en slaapkamer op en neer ging. De merknaam Otolift werd in 1989 geregistreerd.
In 1994 werd het budget voor woningaanpassingen overgeheveld van het ministerie naar gemeentes en moesten bezuinigingen worden doorgevoerd. Otolift ontwikkelde een herbruikbare traplift; trapliften belandden na gebruik niet langer in de afvalstroom, maar konden opnieuw worden gebruikt. Door gebruik temaken van nieuwe technieken zoals CNC-gestuurde draaibanken, robots en laser wist het bedrijf goedkoper te produceren. 
Rond 2010 werd de eerste traplift voor particulieren ontwikkeld, met een rail aan de binnenzijde van de trap. Deze traplift werd bekroond met de Red Dot Design Award. In 2018 nam Koninklijke Otolift het Engelse merk Meditek over met als doel zijn concurrentiepositie te versterken. 
Het bedrijf won in 2019 de Metaalunie Smart Manufacturing Award. Het geldbedrag dat de prijs opleverde werd gedoneerd aan Stichting KiKa.

## Export
Medio jaren 1990 nam de export van trapliften toe. In 2009 opende Otolift een vestiging in Milaan. Een jaar later volgde een vestiging in Parijs en in 2012 één in Newcastle. In 2016 kwamen er vestigingen in België en Spanje. Anno 2025 exporteert Otolift trapliften naar tweeënvijftig landen.[1]